# Zirotto
Lo zirotto o "zeiotto" è un biscotto secco, dal sapore lievemente salato della cucina tipica veneta.

## La storia
Venne creato per scommessa da Pietro Biasiotto, amico intimo di Antonio Canova, nonché grande cuoco di fine ottocento. Al tempo di questa  creazione gestiva un ristorante, oggi scomparso, che portava l'omonimo nome "Zirotto" del luogo e del mercato stabile rionale padovano in Piazza delle Erbe.
Alcuni clienti stanchi delle poche specialità che la cucina tipica offriva, chiesero a Biasiotto una sorpresa per la settimana successiva, quando si sarebbero presentati per la novità.
Il cuoco padovano presentò loro un piatto con "Gli Zeiotti" che fece tanto piacere nel gusto e nella novità.
La ricetta, pur essendo molto diffusa nelle repliche venete, si pensi allo Zirotto Vicentino (con cannella e zenzero), è stata passata in segreto agli allievi della pasticceria Graziati nel centro storico di Padova.

## Il biscotto
Fatto con ingredienti semplici e genuini è preparato con farina, poco zucchero e un pizzico di sale (secondo la ricetta originale con farina di granturco e mosto cotto oppure sciroppo di fichi).

## Tradizione
Non stupisce che lo Zirotto sia molto simile al "cuddharaci" calabrese che veniva preparato dalle fidanzate (in calabrese "zite") al proprio fidanzato come simbolo del loro amore. L'aiuto cuoco di Pietro Biasiotto era figlio di emigranti coltivatori d'arance presso la piana di Sibari.

## Origine del nome
In onore alla tradizione calabrese che ha ispirato lo Zirotto padovano, Biasiotto pensò bene di giocare con la parola "zito" (fidanzato) e creare un nome di fantasia con un suono più vicino alla parlata veneta.